# 企鵝魚
企鵝魚，為輻鰭魚綱脂鯉目脂鯉亞目脂鯉科的其中一個種，為熱帶淡水魚，分布於南美洲亞馬遜河中游、托坎廷斯河、瓜波雷河流域，體長可達7.6公分，棲息在底中層水域，成群活動，生活習性不明，可做為觀賞魚。

## 扩展阅读
- 維基物種上的相關：企鵝魚